# Barroso-kommissionen
Barroso-kommissionen var Europa-Kommissionen, der fungerede fra den 22. november 2004 til den 31. oktober 2014. Dens formand var José Manuel Barroso. Den 16. september 2009 blev Barroso genvalgt af Europa-Parlamentet for yderligere fem år, og hans anden kommission blev godkendt til at tiltræde den 9. februar 2010.

## Den første Barroso-kommissions sammensætning
Den første Barroso-kommission som tiltrådte 22. november 2004 havde følgende medlemmer:
| Kommmissær             | Land           | Ressortområde                                                          | Noter                                                                          |
| ---------------------- | -------------- | ---------------------------------------------------------------------- | ------------------------------------------------------------------------------ |
| José Manuel Barroso    | Portugal       | Formand                                                                |                                                                                |
| Margot Wallström       | Sverige        | Næstformand Institutionelle relationer og kommunikationsstrategi       |                                                                                |
| Günter Verheugen       | Tyskland       | Næstformand Erhverv og industri                                        |                                                                                |
| Jacques Barrot         | Frankrig       | Næstformand Retfærdighed, frihed og sikkerhed                          | Tidligere ansvarlig for transport                                              |
| Siim Kallas            | Estland        | Næstformand Administrative anliggender, revision og bekæmpelse af svig |                                                                                |
| Antonio Tajani         | Italien        | Næstformand Transport                                                  | Afløste Franco Frattini 9. maj 2008                                            |
| Viviane Reding         | Luxembourg     | Informationssamfund og medier                                          |                                                                                |
| Stavros Dimas          | Grækenland     | Miljø                                                                  |                                                                                |
| Joaquín Almunia        | Spanien        | Økonomiske og monetære anliggender                                     |                                                                                |
| Joe Borg               | Malta          | Maritime anliggender og fiskeri                                        |                                                                                |
| Janez Potočnik         | Slovenien      | Videnskab og forskning                                                 |                                                                                |
| Olli Rehn              | Finland        | Udvidelse                                                              |                                                                                |
| László Kovács          | Ungarn         | Skat og toldunion                                                      |                                                                                |
| Neelie Kroes           | Holland        | Konkurrence                                                            |                                                                                |
| Mariann Fischer Boel   | Danmark        | Landbrug og udvikling af landdistrikter                                |                                                                                |
| Benita Ferrero-Waldner | Østrig         | Handel, europæisk naboskabspolitik og samarbejdskontoret EuropeAid     | Tidligere ansvarlig for eksterne forbindelser og europæisk naboskabspolitik    |
| Charlie McCreevy       | Irland         | Det indre marked og tjenester                                          |                                                                                |
| Vladimír Špidla        | Tjekkiet       | Beskæftigelse, Sociale Anliggender og Lige Muligheder                  |                                                                                |
| Andris Piebalgs        | Letland        | Energi                                                                 |                                                                                |
| Meglena Kuneva         | Bulgarien      | Forbrugerbeskyttelse                                                   |                                                                                |
| Leonard Orban          | Rumænien       | Flersprogethed                                                         |                                                                                |
| Androulla Vassiliou    | Cypern         | Sundhed                                                                | Afløste Markos Kyprianou 10. april 2008                                        |
| Catherine Ashton       | Storbritannien | Næstformand Eksterne Forbindelser                                      | Tidligere ansvarlig for udenrigshandel Afløste Peter Mandelson 6. oktober 2008 |
| Algirdas Šemeta        | Litauen        | Finansiel programmering og budget                                      | Afløste Dalia Grybauskaitė 1. juli 2009                                        |
| Paweł Samecki          | Polen          | Regionalpolitik                                                        | Afløste Danuta Hubner 4. juli 2009                                             |
| Karel De Gucht         | Belgien        | Udvikling og humanitær bistand                                         | Afløste Louis Michel 17. juli 2009                                             |
| Maroš Šefčovič         | Slovakiet      | Uddannelse, Træning, Kultur og Ungdom                                  | Afløste Ján Figeľ 1. oktober 2009                                              |

Kommissærer, der fratrådte inden udløbet af Kommissionens mandatperiode:
| Kommmissær         | Land           | Ressortområde                                 | Noter |
| ------------------ | -------------- | --------------------------------------------- | ----- |
| Markos Kyprianou   | Cypern         | Sundhed                                       |       |
| Franco Frattini    | Italien        | Næstformand Retfærdighed, frihed og sikkerhed |       |
| Peter Mandelson    | Storbritannien | Handel                                        |       |
| Dalia Grybauskaitė | Litauen        | Finansiel programmering og budget             |       |
| Danuta Hübner      | Polen          | Regionalpolitik                               |       |
| Louis Michel       | Belgien        | Udvikling og humanitær bistand                |       |
| Ján Figeľ          | Slovakiet      | Uddannelse, træning, kultur og ungdom         |       |

## Den anden Barroso-kommissions sammensætning
| Område                                                                                  | Navn                                       | Nationalitet   |
| --------------------------------------------------------------------------------------- | ------------------------------------------ | -------------- |
| Formand                                                                                 | José Manuel Barroso                        | Portugal       |
| Næstformand; EU's højtstående repræsentant for udenrigsanliggender og sikkerhedspolitik | Catherine Ashton                           | Storbritannien |
| Næstformand; Retlige anliggender, grundlæggende rettigheder og EU-borgerskab            | Viviane Reding                             | Luxembourg     |
| Næstformand; Konkurrence                                                                | Joaquín Almunia                            | Italien        |
| Næstformand; Transport                                                                  | Siim Kallas                                | Estland        |
| Næstformand; Digital dagsorden                                                          | Neelie Kroes                               | Nederlandene   |
| Næstformand; Erhvervsliv og iværksætteri                                                | Antonio Tajani                             | Spanien        |
| Næstformand; Interinstitutionelle forbindelser og administration                        | Maroš Šefčovič                             | Slovakiet      |
| Miljø                                                                                   | Janez Potočnik                             | Slovenien      |
| Økonomiske og monetære anliggender                                                      | Olli Rehn                                  | Finland        |
| Udvikling                                                                               | Andris Piebalgs                            | Letland        |
| Det indre marked og tjenesteydelser                                                     | Michel Barnier                             | Frankrig       |
| Uddannelse, kultur, flersprogethed og ungdom                                            | Androulla Vassiliou                        | Cypern         |
| Beskatning og toldunion, revision og bekæmpelse af svig                                 | Algirdas Šemeta                            | Litauen        |
| Handel                                                                                  | Karel De Gucht                             | Belgien        |
| Sundhed og forbrugerpolitik                                                             | Tonio Borg                                 | Malta          |
| Forskning, innovation og videnskab                                                      | Máire Geoghegan-Quinn                      | Irland         |
| Budget og planlægning                                                                   | Janusz Lewandowski                         | Polen          |
| Maritime anliggender og fiskeri                                                         | Maria Damanaki                             | Grækenland     |
| Energi                                                                                  | Günther Oettinger                          | Tyskland       |
| Regionalpolitik                                                                         | Johannes Hahn                              | Østrig         |
| Klima                                                                                   | Connie Hedegaard                           | Danmark        |
| Udvidelse og naboskabspolitik                                                           | Štefan Füle                                | Tjekkiet       |
| Beskæftigelse, sociale anliggender, arbejdsmarkedsforhold og inklusion                  | László Andor                               | Ungarn         |
| Indre anliggender                                                                       | Cecilia Malmström                          | Sverige        |
| Internationalt samarbejde, humanitær bistand og krisestyring                            | Kristalina Georgieva                       | Bulgarien      |
| Landbrug og udvikling af landdistrikter                                                 | Dacian Cioloş                              | Rumænien       |
| Næstformand; Økonomiske og monetære anliggender og euroen                               | Jyrki Katainen (fra 16. juli 2014)         | Finland        |
| Forbrugerpolitik                                                                        | Neven Mimica (fra 1. juli 2013)            | Kroatien       |
| Industri og iværksætteri                                                                | Ferdinando Nelli Feroci (fra 6. juli 2014) | Italien        |
| Retfærdighed, grundlæggende rettigheder og borgerskab                                   | Martine Reicherts (fra 16. juli 2014)      | Luxembourg     |
| Finansiel programmering og budget                                                       | Jacek Dominik (fra 16. juli 2014)          | Polen          |